# Phorbas mercator
Phorbas mercator är en svampdjursart som först beskrevs av Schmidt 1868.  Phorbas mercator ingår i släktet Phorbas och familjen Hymedesmiidae. Inga underarter finns listade i Catalogue of Life.